# Raphael Koch
Raphael Koch (Emmen, 20 januari 1990) is een Zwitsers voormalig professioneel voetballer die doorgaans speelde als centrale verdediger. Tussen 2007 en 2019 was hij actief voor FC Solothurn, FC Zürich en opnieuw FC Solothurn.

## Clubcarrière
Koch speelde in de jeugd van FC Biberist en was tussen 2001 en 2007 actief als jeugdspeler van FC Solothurn. Voor die laatste club debuteerde hij in 2007 in het eerste elftal. Koch tekende in de zomer van 2009 een contract bij FC Zürich, dat hem transfervrij overnam. Hij maakte zijn debuut voor Zürich op 15 augustus 2009, op bezoek bij FC Sion (3–3). In 2015 werd het contract van de centrumverdediger bij FC Zürich niet verlengd en zo kwam hij zonder club te zitten. Na een jaar kreeg hij een nieuwe club; FC Solothurn haalde de verdediger terug in huis. Hier ging hij in de zomer van 2019 weer weg. Hierop besloot hij een punt te zetten achter zijn actieve loopbaan.